# Stay (песня Туджи)
«Stay» (Останься) — песня в исполнении норвежского певца иранского происхождения Туджи, с которой он представил Норвегию на конкурсе песни «Евровидение 2012». Авторами песни являются Туджи, Петр Бострём и Фидже Бострём.
Композиция победила в конкурсе «Melodi Grand Prix 2012», национальном отборе Норвегии на «Евровидение», что позволило Туджи представить свою страну на международном конкурсе песни «Евровидение 2012», который проходил в Баку, Азербайджан.

## Список композиций
| №  | Название                  | Длительность |
| -- | ------------------------- | ------------ |
| 1. | «Stay»                    | 2:59         |
| 2. | «Stay» (Karaoke Version)  | 3:00         |
| 3. | «Stay» (Acoustic Version) | 3:50         |

## Позиции в чартах
| Чарт (2012)         | Наивысшая позиция |
| ------------------- | ----------------- |
| Норвегия (VG-lista) | 2                 |